# یوسیپ بوکال
یوسیپ بوکال (انگلیسی: Josip Bukal; ۱۵ نوامبر ۱۹۴۵ – ۳۰ اوت ۲۰۱۶) بازیکن فوتبال اهل یوگسلاوی بود.
از باشگاه‌هایی که در آن بازی کرده‌است می‌توان به باشگاه فوتبال ژلیزنیچار سارایوو و باشگاه فوتبال استاندارد لیژ اشاره کرد.
وی همچنین در تیم ملی فوتبال یوگسلاوی بازی کرده‌است.